# لهجه کازرونی
لهجه کازرونی یکی از لهجه‌های زبان فارسی و از زبان های ایرانی جنوب غربی  است.
مردم کازرون در استان فارس به این لهجه صحبت می‌کنند. به دلیل مجاورت با مردمان لر این گویش با زبان لری شباهت هایی دارد. این گویش در استان بوشهر و مناطق اطراف کازرون نیز گویشورانی دارد.

## تاریخچه
تا پیش از سده هشتم و نهم هجری خورشیدی، در شهر کازرون زبان پهلوی رایج بوده که با گذشت زمان، زبان پارسی جای زبان قدیمی کازرون را می‌گیرد.از این زبان نوشته‌ها و گفته‌هایی در برخی از کتاب‌ها بجای مانده است.
| کازرونی جدید                                   | کازرونی قدیم                                                   | فارسی گفتاری معیار                                   |
| ---------------------------------------------- | -------------------------------------------------------------- | ---------------------------------------------------- |
| ey baxte bad a piše mo pâšo mey mo be bad midi | bahte bevad as teye men alest meγer kem febevâ bekami dârin. ? | . ای بخت بد از پیش من برخیز مگر مرا به باد خواهی داد |
| kâr penjâ sâleš i bid u ham didom.             | kâr-e penzâ sâl-eš em bu oyzemân di.                           | . سرانجام کار پنجاه ساله‌اش این بود، آن نیز دیدم      |

## جمله پرسشی
جمله: برای چه چیزی؟ (برای چی؟)
کازرونی: سی چه؟
جمله: این چیه؟
کازرونی: ای چِنَن؟

## واژه
واژه: ببین
کازرونی:سِی کو
واژه: شاید
کازرونی: گاسَم
واژه: خاک انداز
کازرونی: کَمچِه
واژه: دیروز
کازرونی: دیگ
واژه: عصر
کازرونی: پسین
واژه: پیدا
کازرونی: آلُیی
واژه: پرستو
کازرونی: پیرسوک

## اصطلاح
اصطلاح: تک و توک
کازرونی: تاک پیریک
اصطلاح: در جایی کسی را وادار به ماندن کردن و خسته کردن
کازرونی: کُترُم
اصطلاح: بیخ گلو
کازرون: بُت خِر

## جمله
نوع بیان یک جمله عادی:
جمله: خودش آمد و به من گفت دوستت دارم.
کازرونی: خودش اومَ وا ازُم گو دوست دارُم.
جمله: بابا این جوری نکن دیگه
کازرونی: عام (عمو) ایطو نَک نِه
جمله: به نظرم
کازرونی: بَنظَرُم

## جمله اشاره‌ای
نوع بیان یک جمله اشاره‌ای:
جمله: نانواییه کجاست؟ (یا نانواییها کجایند؟)
کازرونی: نونوُیی+کو کجانِ؟
نوع بیان یک جمله اشاره‌ای:
جمله: می‌گویم
میانه: میگُما

## فعل
نوع بیان فعل:
فعل: بود. هست. رفت
کازرونی: بی. هِسِّ. رَ

## تخفیف زبانی
جمله: آمد و به من داد و رفت.
کازرونی: اومَ دادُم وا رَ.